# Sulapitta
De sulapitta (Erythropitta dohertyi)  is een vogelsoort uit de familie van pitta's (Pittidae). De wetenschappelijke naam van de soort werd als Pitta dohertyi in 1898 gepubliceerd door  Lionel Walter Rothschild en vernoemd naar de ontdekker, de Amerikaanse entomoloog William Doherty. Deze pitta wordt ook wel als een ondersoort van de Filipijnse pitta of roodbuikpitta (Erythropitta erythrogaster sensu lato) opgevat.

## Uiterlijke kenmerken
Deze pitta heeft een bijna geheel zwarte kop en een roodbruine kruin, maar verschilt verder weinig van de Filipijnse pitta.

## Verspreiding en leefgebied
Het is een endemische vogelsoort van  Banggai-eilanden bij Sulawesi en de Soela-groep van de Noord-Molukken (Indonesië). Het leefgebied bestaat uit altijd groenblijvend natuurlijk bos in laagland onder de 200 m boven zeeniveau. Er zijn ook waarnemingen gedaan in selectief uitgekapt bos.
Net als de meeste pitta's leeft de sulapitta in dichte bossen in tropische gebieden. Hoewel de dieren kunnen vliegen, geven ze er doorgaans de voorkeur aan om op de grond te blijven. Hun voedsel vinden ze op bosbodem en bestaat uit insecten en andere ongewervelde dieren zoals slakken.

## Status
De grootte van de populatie is niet gekwantificeerd maar de soort wordt omschreven als schaars. Op de Rode lijst van de IUCN heeft deze soort de status niet bedreigd.